# エイリアン・コレクター

『エイリアン・コレクター』(Bad Channels）は、1992年制作のSFコメディホラー映画。フルムーン・ピクチャーズが制作し、パラマウント・ホーム・エンターテインメントでホームビデオがリリースされた。日本では東宝からホームビデオがリリースされている。二人のエイリアンが女性の人間を捕まえる目的でラジオ局に侵入、電波をジャックして怪電波を流し女性をミニチュア化させコレクションにする。主人公のDJはリスナーに警告するがジョークだと思われてしまい、エイリアンとたった一人で戦う羽目になる。

## あらすじ
DJのダン・オデルが務めるラジオ番組が放送中にUFOが出現、舞い降りたエイリアンは放送局を占拠。オデルは人質となり、エイリアンは女性リスナーを収集するため、怪電波でミュージックビデオのような幻影を見せて人間をミニチュアサイズに変えていき、手元のガラスケースに閉じ込めていく。エイリアンの計画を理解したオデルは、リスナーにラジオを消すよう警告する。だが真剣に聞いてもらえず、ますます女性が収集されてしまう事態に。やがてオデルは、エイリアンの弱点がスプレーだと発見し、それを使ってエイリアンを倒そうと反撃に出るのだった。

## キャスト
- ポール・ヒップ　ダン・オデル
- マーサ・クイン　リサ・カミングス
- アーロン・ラスティグ　ヴァーノン・ロックナット
- イアンパトリック・ウィリアムズ　ペイン博士
- チャーリー・スプラドリング　クッキー
- ロバート・ファクター　ウィリス
- Roumel Reaux 　フリップ・ハンブル
- ロドニー・ウエノ　ムーン
- ブリック・バルド（ミクロコップ）　ティム・トマーソン